# Mara (álbum)
Mara é o terceiro disco da cantora Mara Maravilha, lançado em agosto de 1989.
O álbum marca uma transição de sonoridade e lírica do público infantil para o público adolescente, contrastando com os discos anteriores da cantora.

## Produção e antecedentes
O sucesso do disco anterior e em particular da canção "Olha Pra Mim", single do segundo álbum de estúdio Mundo Maravilha fez com que Mara apressasse a produção de seu terceiro LP.

## Lançamento
Para promover o álbum, foi lançado o single físico da canção "Liga Pra Mim" que contava com uma entrevista da cantora sobre o então novo projeto. Um videoclipe para a faixa de trabalho também foi produzido. Em agosto de 1989, é lançado Mara, o terceiro LP de Mara Maravilha. Segundo publicação do jornal Notícias Populares, o disco foi lançado com tiragem inicial de 200 mil unidades. Em fevereiro de 1990, Mara já registrava 250 mil unidades vendidas tornando-se elegível ao disco de platina. Em 1992, o álbum ultrapassou a marca de 500 mil cópias vendidas.

## Lista de faixas
- Créditos adaptados do encarte do LP e K7 do álbum.[8][9]

| Mara – Lado A |                        |                                  |         |  |
| N.º           | Título                 | Compositor(es)                   | Duração |  |
| 1.            | "Planeta Azul"         | Baby Consuelo Nando Chagas       | 4:54    |  |
| 2.            | "Liga pra Mim"         | Mauro Motta Carlos Colla         | 3:06    |  |
| 3.            | "Enquanto a Chuva Cai" | Cecelo                           | 3:24    |  |
| 4.            | "Cúmplice"             | Zé Luís Cazuza                   | 3:01    |  |
| 5.            | "A Gente Se Vê Por Ai" | Ana Lucia Mario Lucio Paulo Saes | 3:50    |  |

| Mara – Lado B |                                 |                      |         |  |
| N.º           | Título                          | Compositor(es)       | Duração |  |
| 1.            | "Coração De Papel"              | Sérgio Reis          | 3:59    |  |
| 2.            | "Uma Noite De Solidão (9 To 5)" | F. Palmer            | 3:06    |  |
| 3.            | "Pensamentos Voam"              | Di Castro Paulo Zdan | 3:51    |  |
| 4.            | "Estou Gamado Em Você"          | Eduardo Dusek        | 3:28    |  |
| 5.            | "Média 5 (Passei!)"             | Bruno Nunes Mara     | 3:29    |  |

| Mara – K7 e CD |                                 |                                  |         |  |
| N.º            | Título                          | Compositor(es)                   | Duração |  |
| 1.             | "Planeta Azul"                  | Baby Consuelo Nando Chagas       | 4:54    |  |
| 2.             | "Liga pra Mim"                  | Mauro Motta Carlos Colla         | 3:06    |  |
| 3.             | "Enquanto a Chuva Cai"          | Cecelo                           | 3:24    |  |
| 4.             | "Cúmplice"                      | Zé Luís Cazuza                   | 3:01    |  |
| 5.             | "A Gente Se Vê Por Aí"          | Ana Lucia Mario Lucio Paulo Saes | 3:50    |  |
| 6.             | "Suga Suga"                     | Mara Ana Livia                   | 3:45    |  |
| 7.             | "Coração De Papel"              | Sérgio Reis                      | 3:59    |  |
| 8.             | "Uma Noite De Solidão (9 To 5)" | F. Palmer                        | 3:06    |  |
| 9.             | "Pensamentos Voam"              | Di Castro Paulo Zdan             | 3:51    |  |
| 10.            | "Estou Gamado Em Você"          | Eduardo Dusek                    | 3:28    |  |
| 11.            | "Média 5 (Passei!)"             | Bruno Nunes Mara                 | 3:29    |  |
| 12.            | "Quero Ver Você Na Dança"       | Mara Chiquinho Maciel            | 2:32    |  |